# Sâg (gmina)
Sâg – gmina w Rumunii, w okręgu Sălaj. Obejmuje miejscowości Fizeș, Mal, Sâg, Sârbi i Tusa. W 2011 roku liczyła 3276 mieszkańców.